# Удар сорому
Удар сорому (англ. Shame-Stroke, давньоскандинавська: klámhogg) — акт відрізання або удару ножем у сідниці чоловіка. Поранення символічно уособлює анальне зґвалтування чоловіка. Таким чином, завдання травми призначене не тільки для того, щоб виснажити та ослабити жертву, але й сексуально принизити його через символічну фемінізацію жертви (зазвичай переможеного ворога), перетворюючи її на ергі. Поранення вважалося смертельним, оскільки таке поранення прирівнювалося до черепно-мозкової травми, кісткового мозку та інших смертельних ран. Це вважалося символом втрати влади в скандинавському суспільстві, де влада та статус були важливими, а також зовнішнім символом фізичної та соціальної влади, якою панівний володів над тим, над яким панують.
Термін Нордичного походження і прирівнюється до кастрації як «позбавлення мужності» жертви, і класифікується як рани, які спричиняють серйозні проникнення в тіло, що переконливо свідчить про те, що цей термін стосується зґвалтування або примусового анального сексу. Це вважалося юридичним терміном, що означав, що ганьба пов'язувалась з ганьбою ергі. «Звільнення від мужності» також часто супроводжувалося образливим когноменом (прізвиськом), яке вказувало на нижчий статус, і як тільки ім'я закріпилося, це гарантувало, що ганьба не буде забута.